# قانون تقاضا
قانون تقاضا در اقتصاد بیان می‌دارد که در صورت ثابت بودن سایر شرایط، به هنگام افزایش قیمت محصول مقدار تقاضا کاهش، و با کاهش قیمت محصول مقدار تقاضا افزایش می‌یابد. به عبارت دیگر بر اساس قانون تقاضا، رابطه میان قیمت و مقدار تقاضا، به شرط ثابت ماندن بقیه عوامل معکوس می‌باشد. اگر درآمد مصرف‌کننده، قیمت کالاهای مرتبط و ترجیحات مصرف‌کننده بدون تغییر باقی بماند، آنگاه تغییر در مقدار کالای تقاضاشده توسط مصرف‌کننده با تغییر در قیمت کالا دارای همبستگی منفی می‌باشد. البته باید توجه داشت استثنائاتی هم بر این قاعده وجود دارند (نگاه کنید به کالای گیفن و کالای وبلن).

## بیان ریاضی
رابطه معکوس قیمت و مقدار تقاضا را می‌توان در قالب رابطه علی زیر نشان داد:
که در آن {\displaystyle Q_{x}} مقدار تقاضای کالای x،
{\displaystyle f} تابع متغیرهای مستقل داخل پرانتز،
و {\displaystyle P_{x}} قیمت کالاست.

## بیان نموداری
منحنی تقاضا بیان نموداری قانون تقاضاست. این منحنی نمایشگر چگونگی تغییر مقدار تقاضای محصول در یک دوره زمانی مشخص همزمان با تغییر قیمت کالاست (به شرط ثابت ماندن سایر عوامل تعیین کننده مقدار تقاضا). قیمت معمولاً بر روی محور عمودی و مقدار بر روی محور افقی قرار می‌گیرد.
یک نکته مهم در خصوص منحنی تقاضا این است که حرکت بر روی منحنی تقاضا به علت تغییر در قیمت با عنوان "تغییر در مقدار تقاضا" شناخته می‌شود. یعنی با تغییر قیمت مقدار تقاضا هم تغییر می‌کند. اما "تغییر در تقاضا" اشاره به جابجایی و انتقال منحنی تقاضا دارد. بنابراین این جمله که کاهش قیمت منجر به افزایش تقاضا می‌شود نادرست است. کاهش قیمت منجر به افزایش مقدار تقاضا می‌گردد.

## فروض قانون تقاضا
در مورد قانون تقاضا موارد ذیل فرض می‌شوند:
- زمان ایستاست
- عادات، سلائق و مد ثابت باقی می‌مانند
- درآمد مصرف‌کننده تغییر نمی‌کند
- قیمت کالاهای مرتبط ثابت باقی می‌ماند
- تعداد خریداران ثابت می‌ماند
- کالا نرمال است و هیچ‌گونه ارزش منزلتی ندارد
- مردم انتظار تغییر قیمت را ندارند
- قیمت متغیر مستقل و مقدار متغیر وابسته است